# Communauté de communes de Château-Renard
Pour les articles homonymes, voir canton de Château-Renard.
La communauté de communes de Château-Renard est une ancienne communauté de communes française du département du Loiret et de la région Centre-Val de Loire. Le 1er janvier 2017 elle a fusionné avec la communauté de communes du Betz et de la Cléry pour former la communauté de communes de la Cléry, du Betz et de l'Ouanne.

## Composition
La communauté de communes est composée des communes du canton de Château-Renard :
| Nom                    | Code Insee | Gentilé          | Superficie (km2) | Population (dernière pop. légale) | Densité (hab./km2) |
| ---------------------- | ---------- | ---------------- | ---------------- | --------------------------------- | ------------------ |
| Château-Renard (siège) | 45083      | Castel-Renardais | 40,34            | 2 229 (2014)                      | 55                 |
| Chuelles               | 45097      | Chuellois        | 30,82            | 1 177 (2014)                      | 38                 |
| Douchy                 | 45129      |                  | 23,51            | 1 047 (2013)                      | 45                 |
| Gy-les-Nonains         | 45165      | Gyssois          | 20,13            | 651 (2014)                        | 32                 |
| Melleroy               | 45199      | Melleroysiens    | 24,23            | 507 (2014)                        | 21                 |
| Montcorbon             | 45211      | Montcorbonnais   | 26,61            | 463 (2013)                        | 17                 |
| Saint-Firmin-des-Bois  | 45275      | Saint-Firminois  | 19,05            | 489 (2014)                        | 26                 |
| Saint-Germain-des-Prés | 45279      | Germanopratins   | 26,18            | 1 892 (2014)                      | 72                 |
| La Selle-en-Hermoy     | 45306      | Sellois          | 19,56            | 829 (2014)                        | 42                 |
| Triguères              | 45329      | Triguerois       | 35,78            | 1 338 (2014)                      | 37                 |

## Administration[1]
| Période                                  | Période  | Identité        | Étiquette | Qualité                                                              |
| ---------------------------------------- | -------- | --------------- | --------- | -------------------------------------------------------------------- |
|                                          | en cours | Michel Raigneau |           | Conseiller général du canton de Château-Renard et maire de Triguères |
| Les données manquantes sont à compléter. |          |                 |           |                                                                      |

## Historique
L'intercommunalité a été créée le 2 avril 1968.
Le syndicat intercommunal à vocations multiples du canton de Château-Renard est devenu une communauté de communes le 1er décembre 2009.